# Victor Anichebe
Victor Chinedu Anichebe né le 23 avril 1988 à Lagos, est un footballeur international nigerian qui évolue au poste d'attaquant.

## Biographie
Anichebe est né au Nigeria mais sa famille émigre en Angleterre dans la banlieue de Liverpool alors qu'il n'a qu'un an. Il est le cousin de l'ancien joueur professionnel Ifem Onuora, de l'athlète Anyika Onuora (membre du relais 4 × 100 mètres de l'équipe britannique aux Jeux olympiques d'été de 2008) et du basketteur professionnel Chiz Onuora.
Anichebe fait ses débuts avec l'équipe réserve d'Everton à l'âge de 15 ans. Deux ans plus tard, il joue son premier match avec l'équipe fanion en entrant en jeu à la 89e minute au quatrième tour de la FA Cup le 27 février 2006 face à Chelsea. Il remplace alors Simon Davies. Quelques mois plus tard, il signe son premier contrat professionnel avec son club formateur. En mai 2006, le Nigérian reçoit le titre honorifique de « Meilleur joueur de l'équipe réserve pour la saison 2005-2006 » décerné par son club et inscrit le même mois (le 6 mai 2006) son premier but en Premier League face à West Bromwich Albion.
Jouant régulièrement avec l'équipe première durant la saison 2006-2007, Anichebe inscrit 4 buts en 23 matches avant de réaliser de bonnes performances en Ligue Europa la saison suivante. Malgré son statut de remplaçant, le Nigérian marque à 4 reprises face à Metalist Kharkiv, Larissa, FC Nuremberg et au SK Brann.
Le 7 mai 2008 et après une saison où il émarge à seulement 5 buts pour 40 apparitions toutes compétitions confondues, il est élu néanmoins meilleur espoir du club par les supporters des Toffees. Souvent David Moyes durant cette saison fait appel à lui pour occuper la position de milieu droit.
Le 22 février 2009, lors d'une rencontre opposant son club à Newcastle (0-0), il est victime d'un véritable attentat de la part de Kevin Nolan qui, après une faute les deux pieds décollés, l'écarte des terrains durant presque un an. Opéré du genou droit, il fait son retour en Premier League, le 27 janvier 2010 lors de la victoire des siens face à Sunderland (2-0). Le 13 mars 2010, il marque pour la première fois depuis son retour au cours du match Everton - Birmingham (2-2). Le 20 janvier, il prolonge de 4 ans et demi son bail avec son club formateur.

## Sélection
Anichebe fait ses débuts avec l'équipe olympique du Nigéria le 26 mars 2008 lors d'un match de qualification pour les Jeux olympiques de 2008 face à l'Afrique du Sud (3-0). Le 27 mai 2008, il obtient sa première sélection avec l'équipe fanion du Nigeria lors d'un match amical face à l'Autriche (1-1) à Graz. À la mi-temps, il remplace son coéquipier à Everton, Yakubu. Il est alors sollicité pour faire partie du groupe nigérian qui dispute le tournoi olympique à Pékin en aout 2008. Les Super Eagles atteignent la finale et sont dominés par la talentueuse équipe d'Argentine 1 à 0 (où évoluent entre autres Gago, Di María ou Agüero). Non titulaire lors de la finale (il n'entre en jeu qu'à la 64e minute de jeu), il inscrit néanmoins un but face au Japon le 10 aout 2008 en phase de poule.
Malgré cette médaille d'argent et des sélections lors de matches amicaux en 2010, il n'est pas retenu pour faire partie des 23 joueurs qui dispute la Coupe du monde 2010 en Afrique du Sud.
Le 29 mars 2011, il inscrit son premier but en sélection lors d'un match amical face au Kenya (3-0).

## Palmarès

### En club
- Everton FC
  - Finaliste de la Coupe d'Angleterre en 2009.

### En sélection
- Nigeria
  -  Médaille d'argent aux Jeux olympiques de Pékin 2008.